# Maurice Marais
Pour les articles homonymes, voir Marais (homonymie).
Alfred Maurice Étienne Enouf, dit Maurice Marais, né à Dieppe le 30 décembre 1852 et mort dans le 6e arrondissement de Paris le 22 mars 1898, est un dessinateur et caricaturiste français.

## Biographie
Marais collabore aux périodiques suivants : La Caricature, Le Monde illustré, Le Charivari, La Revue comique, L'Écho du Boulevard journal mondain, Gil Blas, L'Art et la Mode, Le Triboulet, L'Illustré de poche, Le Soleil du dimanche, le Journal amusant, La Semaine humouristique, La Quinzaine humoristique, La Chronique amusante, La Semaine gaie, Saint-Nicolas (Delagrave), etc.
Il cosigne certains dessins « Lamarais-Pierre » avec Charles Lapierre et illustre les écrits de Michel Thivars.
Son mode d'expression généralement comique prend la forme soit d'un dessin, par exemple en une d'un périodique, soit de strips ou histoire en images.

## Livres illustrés
- Alfred Delvau, Les cocottes de mon grand-père, Flammarion, 1884.
- Émile Beaune et Wilna, Histoires de chiens et de chats, Bibliothèque de la jeunesse française, 1886.
- Silhouettes fantaisistes[3], fascicules illustrés, Jules Hautecoeur éditions, 1888-1893.
- Menus fantaisistes, Jules Hautecoeur éditions, 1889.
- Michel Thivars, Histoires à se tordre, Vermot, 1898.

## Galerie

Dessins de Maurice Marais
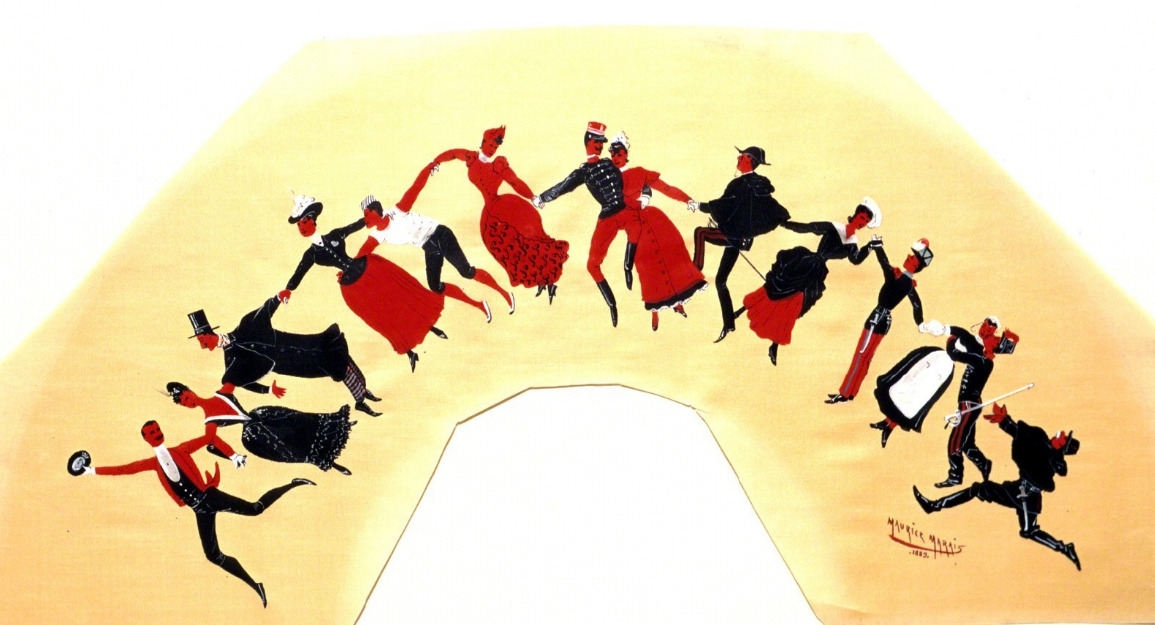
Silhouettes fantaisistes, 1889.
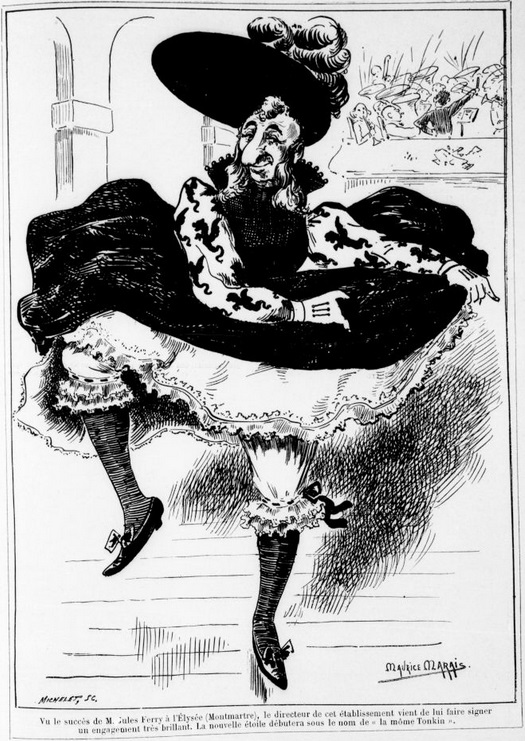
La Môme Tonkin, caricature de Jules Ferry (Le Triboulet, 4 décembre 1891).
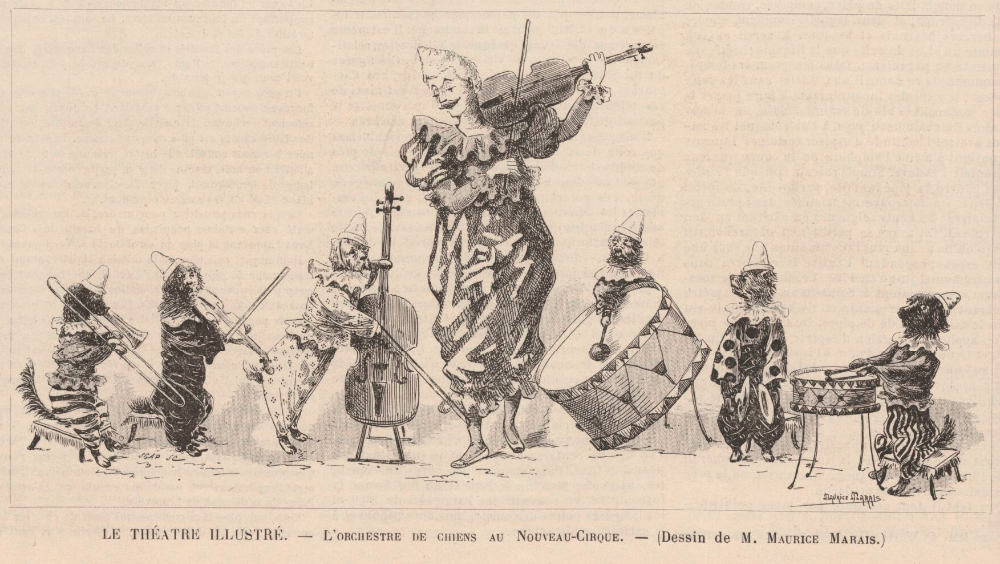
Orchestre de chiens au Nouveau Cirque, (Le Monde illustré, 3 mars 1894).